# Lillestrøm SK
A Lillestrøm SK egy norvég labdarúgócsapat, melynek székhelye Lillestrømben található. Jelenleg a Tippeligaenben szerepel. Hazai mérkőzéseit a 11637 fő befogadására alkalmas Åråsen Stadionban játssza.
A Lillestrøm tartja a norvég-bajnokság azon rekordját, hogy a legtöbb egymást követő évben nem esett ki az élvonalból. 

## Történelem
A klubot 1917 április 2-án alapították. A norvég labdarúgó-bajnokság első osztályát (Tippeligaen) ötször nyerte meg (1956, 1977, 1976, 1959, 1989). Szintén öt alkalommal hódította el a norvég kupát 1985-ben, 1981-ben, 1978-ban, 1977-ben és legutóbb 2007-ben.

## Sikerei
- Eliteserien
  - Bajnok (5): 1958–59, 1976, 1977, 1986, 1989
  - Második (8): 1959–60, 1978, 1983, 1985, 1988, 1994, 1996, 2001

- Norvég kupa
  - Győztes (6): 1977, 1978, 1981, 1985, 2007, 2017
  - Döntős (8): 1953, 1955, 1958, 1980, 1986, 1992, 2005, 2022–23

- Intertotó-kupa
  - 2. hely (1): 2006

### Európai kupákban való szereplés
| Szezon  | Versenykiírás   | Forduló         | Ellenfél             | Hazai | Idegenbeli | Összesítés |
| ------- | --------------- | --------------- | -------------------- | ----- | ---------- | ---------- |
| 1977–78 | BEK             | 1. forduló      | Ajax                 | 2–0   | 0–4        | 2–4        |
| 1978–79 | BEK             | 1. forduló      | Linfield             | 1–0   | 0–0        | 1–0        |
| 1978–79 | BEK             | 2. forduló      | Austria Vienna       | 0–0   | 1–4        | 1–4        |
| 1979–80 | KEK             | Előselejtezőkör | Rangers              | 0–2   | 0–1        | 0–3        |
| 1982–83 | KEK             | 1. forduló      | Red Star Belgrade    | 0–4   | 0–3        | 0–7        |
| 1984–85 | UEFA-kupa       | 1. forduló      | Lokomotive Leipzig   | 3–0   | 0–7        | 3–7        |
| 1986–87 | KEK             | 1. forduló      | Benfica              | 1–2   | 0–2        | 1–4        |
| 1987–88 | BEK             | 1. forduló      | Linfield             | 1–1   | 4–2        | 5–3        |
| 1987–88 | BEK             | 2. forduló      | Bordeaux             | 0–0   | 0–1        | 0–1        |
| 1989–90 | UEFA-kupa       | 1. forduló      | Werder Bremen        | 1–3   | 0–2        | 1–5        |
| 1990–91 | BEK             | 1. forduló      | Club Brugge          | 1–1   | 0–2        | 1–3        |
| 1993–94 | KEK             | Selejtezőkör    | Nikol Tallinn        | 4–1   | 4–0        | 8–1        |
| 1993–94 | KEK             | 1. forduló      | Torino               | 0–2   | 2–1        | 2–3        |
| 1994–95 | UEFA-kupa       | Előselejtezőkör | Sahtar Doneck        | 4–1   | 0–2        | 4–3        |
| 1994–95 | UEFA-kupa       | 1. forduló      | Bordeaux             | 0–2   | 1–3        | 1–5        |
| 1995–96 | UEFA-kupa       | Előselejtezőkör | Flora Tallinn        | 4–0   | 0–1        | 4–1        |
| 1995–96 | UEFA-kupa       | 1. forduló      | Brøndby IF           | 0–0   | 0–3        | 0–3        |
| 1996–97 | Intertotó-kupa  | 5. csoport      | Kaunas               | N/A   | 4–1        | –          |
| 1996–97 | Intertotó-kupa  | 5. csoport      | Sligo Rovers         | 4–0   | N/A        | –          |
| 1996–97 | Intertotó-kupa  | 5. csoport      | Heerenveen           | N/A   | 1–0        | –          |
| 1996–97 | Intertotó-kupa  | 5. csoport      | Nantes               | 2–3   | N/A        | –          |
| 1997–98 | UEFA-kupa       | 2. selejtezőkör | Dinama Minszk        | 1–0   | 2–0        | 3–0        |
| 1997–98 | UEFA-kupa       | 1. forduló      | Twente               | 2–1   | 0–1        | 2–2 (Ig)   |
| 2000–01 | UEFA-kupa       | Selejtezőkör    | Glentoran            | 1–0   | 3–0        | 4–0        |
| 2000–01 | UEFA-kupa       | 1. forduló      | Gyinamo Moszkva      | 3–1   | 1–2        | 4–3        |
| 2000–01 | UEFA-kupa       | 2. forduló      | Deportivo Alavés     | 1–3   | 2–2        | 3–5        |
| 2002–03 | Bajnokok ligája | 2. selejtezőkör | Željezničar Sarajevo | 0–1   | 0–1        | 0–2        |
| 2006–07 | Intertotó-kupa  | 2. forduló      | Keflavík ÍF          | 4–1   | 2–2        | 6–3        |
| 2006–07 | Intertotó-kupa  | R3              | Newcastle United     | 0–3   | 1–1        | 1–4        |
| 2007–08 | UEFA-kupa       | 1. selejtezőkör | Käerjéng 97          | 2–1   | 0–1        | 2–2 (Ig)   |
| 2008–09 | UEFA-kupa       | 2. selejtezőkör | Copenhagen           | 2–4   | 1–3        | 3–7        |
| 2018–19 | Európa-liga     | 2. selejtezőkör | LASK Linz            | 1–2   | 0–4        | 1–6        |

#### Összesítve
| Versenykiírás               | M  | GY | D | V  | RG | KG | Utolsó szezon |
| --------------------------- | -- | -- | - | -- | -- | -- | ------------- |
| BEK UEFA-bajnokok ligája    | 14 | 3  | 5 | 6  | 10 | 17 | 2002–03       |
| UEFA-kupa                   | 26 | 10 | 2 | 14 | 34 | 43 | 2008–09       |
| Kupagyőztesek Európa-kupája | 10 | 3  | 0 | 7  | 11 | 18 | 1993–94       |
| UEFA Intertotó-kupa         | 8  | 4  | 2 | 2  | 18 | 11 | 2006          |
| Összesen                    | 58 | 20 | 9 | 29 | 73 | 89 |               |

M = Mérkőzések száma; Gy = Győzelem; D = Döntetlen; V = Vereség; RG = Rúgott gólok; KG = Kapott gólok.

## Rekordok
- Legnagyobb hazai győzelem: 10–0 a Geithus ellen, 1953. október 4.
- Legnagyobb idegenbeli győzelem: 7–0 a Stabæk Fotball ellen, 2011. március 20.
- Legnagyobb hazai vereség: 1–7 a Fredrikstad FK ellen, 1954. augusztus 15.
- Legnagyobb idegenbeli vereség: 1–7 az Odd Grenland ellen, 1953. június 7.
- Legmagasabb nézőszám, Åråsen Stadion: 13.652 a Vålerenga I.F. ellen, 2002. május 16.
- Legmagasabb átlagnézőszám (szezon): 9.018, 2007
- Legtöbb mérkőzést játszó játékos: 613, Torgeir Bjarmann 1988–2003
- Legtöbb bajnoki mérkőzéssel rendelkező játékos: 315, Arild Sundgot 1997– (2011. novemberi adat)
- Legtöbb gólt szerző játékos: 319, Tom Lund 1967–1982
- Legtöbb bajnoki gólt szerző játékos: 109, Arild Sundgot 1997– (2011. novemberi adat)
- Egy szezon alatt elért legtöbb gólt: 19, Mons Ivar Mjelde 1993

## Játékosok

### Jelenlegi keret
2022. március 1. szerint.
| #  |     | Poszt | Név                         |
| -- | --- | ----- | --------------------------- |
| 1  | NOR | K     | Knut-André Skjærstein       |
| 2  | NOR | V     | Lars Ranger                 |
| 3  | NOR | V     | Colin Rösler                |
| 4  | NOR | V     | Espen Garnås                |
| 5  | NOR | V     | Vetle Dragsnes              |
| 6  | FIN | KP    | Kaan Kairinen               |
| 7  | NOR | CS    | Pål André Helland           |
| 8  | NGR | KP    | Ifeanyi Mathew              |
| 9  | NGR | CS    | Akor Adams                  |
| 11 | NOR | CS    | Tobias Svendsen             |
| 12 | NOR | K     | Mads Hedenstad Christiansen |
| 18 | NOR | KP    | Ulrik Mathisen              |
| 20 | KOS | CS    | Ylldren Ibrahimaj           |

| #  |     | Poszt | Név                                                          |
| -- | --- | ----- | ------------------------------------------------------------ |
| 21 | ISL | CS    | Hólmbert Friðjónsson (kölcsönben a Holstein Kiel csapatától) |
| 22 | NOR | V     | Philip Slørdahl                                              |
| 23 | NOR | KP    | Gjermund Åsen                                                |
| 24 | SWE | V     | Tom Pettersson                                               |
| 25 | NOR | KP    | Eskil Edh                                                    |
| 26 | NOR | KP    | Dylan Murugesapillai                                         |
| 29 | NOR | K     | Jørgen Sveinhaug                                             |
| 30 | NGR | V     | Igoh Ogbu                                                    |
| 33 | NOR | KP    | Henrik Skogvold                                              |
| 77 | DEN | KP    | Frederik Holst                                               |
| —  | NOR | V     | Shahram Jabari                                               |
| —  | GHA | KP    | Eric Taylor (kölcsönben a New Life Academy csapatától)       |

### Ismertebb játékosok
A Lillestrøm történetében több ismertebb labdarúgó is megfordult a klubban. A következő lista őket tartalmazza.
| - Olivier Occean - Otto Fredrikson - Jarkko Wiss - Claus Reitmaier - Uwe Rösler - Ríkharður Daðason - Heidar Helguson | - Runar Kristinsson - Michael Mifsud - Nosa Igiebor - Anthony Ujah - Henning Berg - Torgeir Bjarmann - Jan Åge Fjørtoft - Ronny Johnsen | - Tom Lund - Ståle Solbakken - Espen Søgård - Mamadou Diallo - Robert Koren - Dennis Schiller |

## Szurkolók
A Lillestrøm az egyik legnépszerűbb labdarúgóklub Norvégiában. A Rosenborg után a második legnagyobb szurkolótáborral rendelkezik. A Kanarifansen nevezetű hivatalos szurkolócsoport több, mint 5000 taggal rendelkezik. A Kanarifansent 1992. december 3-án alapították és saját magazinnal illetve ruhaneművel rendelkezik.